# Добжаны
Добжаны (пол. Dobrzany), Якобсхаген (нем. Jakobshagen) — город в Польше, входит в Западно-Поморское воеводство, Старгардский повят. Имеет статус городско-сельской гмины. Занимает площадь 5,34 км². Население — 2367 человек (на 2013 год).

## Знаменитые личности
- Давид Холлац (1648—1713) — протестантский теолог, «последний великий богослов лютеранской ортодоксии», пастор церкви в Якобсхагене (ныне Добжаны).